# Unión de Soldados Desmovilizados
La Unión de Soldados Desmovilizados (en estonio: Demobiliseeritud Sõjaväelaste Liit, DSL) fue un partido político de Estonia.

## Historia
El partido se fundó en 1923. En las elecciones de ese año, obtuvo un solo escaño en el Riigikogu (obtenido por Heinrich Laretei) con el 1,2% de los votos. Posteriormente Laretei se unió a la Asambleas de Granjeros.
El partido se disolvió en 1925 tras el restablecimiento de la Liga de Defensa de Estonia.

## Ideología
El partido se consideraba un representante general de los intereses y necesidades (económicas y políticas) de los veteranos de guerra.

## Resultados electorales
Los resultados electorales antes de su disolución fueron los siguientes:
| Elección | Votos | %    | Escaños | +/–   | Posición |
| -------- | ----- | ---- | ------- | ----- | -------- |
| 1923     | 5.670 | 1,23 | 1/100   | Nuevo | 14.º     |